# Boscoreale

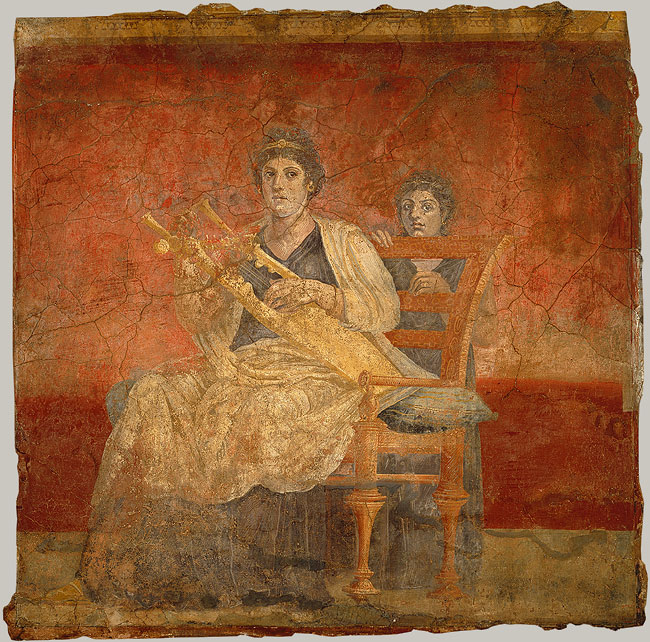
Starożytny fresk z Boscoreale

Boscoreale [boskoreˈaːle] – miasto i gmina we Włoszech, w regionie Kampania, w prowincji Neapol.
Według danych na rok 2004 gminę zamieszkiwało 27 381 osób, 2489,2 os./km².